# 天間莊的三姊妹
《天間莊的三姊妹》是高橋努創作的日本漫畫，為《心魔大審判》（スカイハイ）的外傳，於集英社《Grand Jump》2013年第13號至2014年第19號連載。改編真人電影於2022年10月28日上映，北村龍平執導，能年玲奈（藝名）、門脇麥和大島優子飾演天間三姊妹。

## 演員表
- 小川玉江：能年玲奈
- 天間香苗：門脇麥
- 天間望美：大島優子
- 魚堂一馬：高良健吾
- 魚堂源一：柳葉敏郎
- 芦沢優那：山谷花純
- 早乙女海斗：萩原利久
- 早乙女勝造：平山浩行
- 宝来武：中村雅俊（友情出演）
- 財前玲子：三田佳子（特別出演）
- 小川清志：永瀬正敏（友情出演）
- 天間惠子：寺島忍
- 伊豆子：柴崎幸

- 主題歌：Beautiful World
  - 作詞：絢香
  - 作曲：玉置浩二

## 外部連結
- 官方网站（日語）
- 真人電影官方網站（日語）
- 真人電影的X（前Twitter）（日語）